# Jan van Goyen
Jan Josephsz. van Goyen (Leyde, 13 janvier 1596 – La Haye, 27 avril 1656) est un peintre et dessinateur de paysages néerlandais (Provinces-Unies) du siècle d’or. Van Goyen a laissé beaucoup de peintures représentant des chemins forestiers, des rivières, des lacs et des canaux des environs de La Haye, Rotterdam, Delft, Dordrecht, Leyde, Gouda, Arnhem et Emmerik.

## Biographie
Van Goyen est né le 13 janvier 1596, fils de Joseph van Goyen, qui exerce le métier de cordonnier. À un moment situé entre 1608 et 1615, il part pour Hoorn, après avoir été en apprentissage chez trois peintres et avoir renoncé à devenir souffleur de verre.
Vers 1615/1616, alors âgé de 19 ans, il entreprend un voyage d'étude en France en compagnie de son ancien maître, avant de venir poursuivre sa formation à Haarlem vers 1617 auprès d’Esaias van de Velde l'Ancien, qui lui enseigne un nouveau style pictural. En 1618, il revient dans sa ville natale, s'y marie et y intègre la guilde de Saint-Luc. En plus d'être peintre, il exerce également (comme Vermeer) l'activité de marchand d’art – il sera d'ailleurs fait appel à lui en qualité d'expert.
Sa première œuvre signée date de 1620. Il réalisera par la suite environ mille tableaux et huit cents dessins. En 1629, il achète une maison à Jan Porcellis, un peintre de marines.
En 1632, il s’établit à La Haye, ville qu'il ne quittera plus que pour quelques voyages, dont un à Haarlem en 1634. Van Goyen commence à peindre des paysages maritimes, souvent situés sur le littoral d’Egmond aan Zee. En 1637, il est contaminé par la tulipomanie. Visiblement, il avait gagné un certain capital, notamment en achetant et en revendant une demi-douzaine de maisons (en 1649, il louera une de ses maisons sur la Dunne Bierkade – canal traversant La Haye – à Paulus Potter ; van Goyen habitait quant à lui juste à côté). Entre 1638 et 1653, il réalise une dizaine de peintures de la Valkhof à Nimègue. Il voyage également à Anvers et peint le Fort Lillo sur l’Escaut.
Jan Steen, qui tout comme lui était catholique, épouse en 1649 la fille de van Goyen, Grietje ; Steen réalisera d'ailleurs un portrait de la famille. Son élève Gerard Ter Borch dessinera aussi un portrait de van Goyen, de même que Bartholomeus Van der Helst.
Jan van Goyen meurt à La Haye le 27 avril 1656. Après son décès, ses biens sont mis aux enchères pour combler les dettes qu’il avait laissées.

### Ses élèves
- Kornelis Belt
- Nicolaes Berchem
- Pieter De Molyn
- Frans de Momper (1603-1660)
- Pieter Monincx (v.1606-1686 ?)
- Pieter Mulier le Vieux (v.1615-1670)
- Pieter Mulier le Jeune (v.1637-1701)
- Pieter Pietersz. De Neyn (1597-1639)
- Pieter Jansz. Van Asch (1603-1678)
- Jacob van Moscher (actif v.1635-1655)
- Isaac van Ostade (1621-1649)

## Le style et l'œuvre
Les œuvres de van Goyen appartiennent au baroque.
Tout comme Jacob et Salomon van Ruysdael, il se spécialisa dans la peinture de paysages. À partir de 1630, il contribua au développement de la peinture de marines et de paysages fluviaux, sous des cieux pluvieux et chargés de nuages qui font s'estomper les couleurs.
Son style se caractérise par l’alternance de bandes sombres et plus claires, de manière complexe dans ses œuvres plus tardives. Il ne peignait pas de façon réaliste, comme on peut le constater en regardant sa représentation de la Hooglandse Kerk de Leyde au bord d’une rivière ; et ce ne sont pas tant les différents éléments les composant que l’impression d’ensemble qui caractérisent ses peintures. Leur caractère est par ailleurs déterminé par l’activité humaine : van Goyen était un grand observateur des détails de la vie quotidienne.
Il met au point cette formule de paysage qui consiste à réserver trois quarts de la surface du tableau à l'élément le plus insaisissable, le ciel.
Van Goyen consigna des notes et des dessins préparatoires dans son carnet de croquis, à la plume pour commencer, ensuite au fusain. Ses œuvres les plus tardives sont les plus importantes, comme Gezicht op de Kaag et Storm op het Haarlemmermeer.

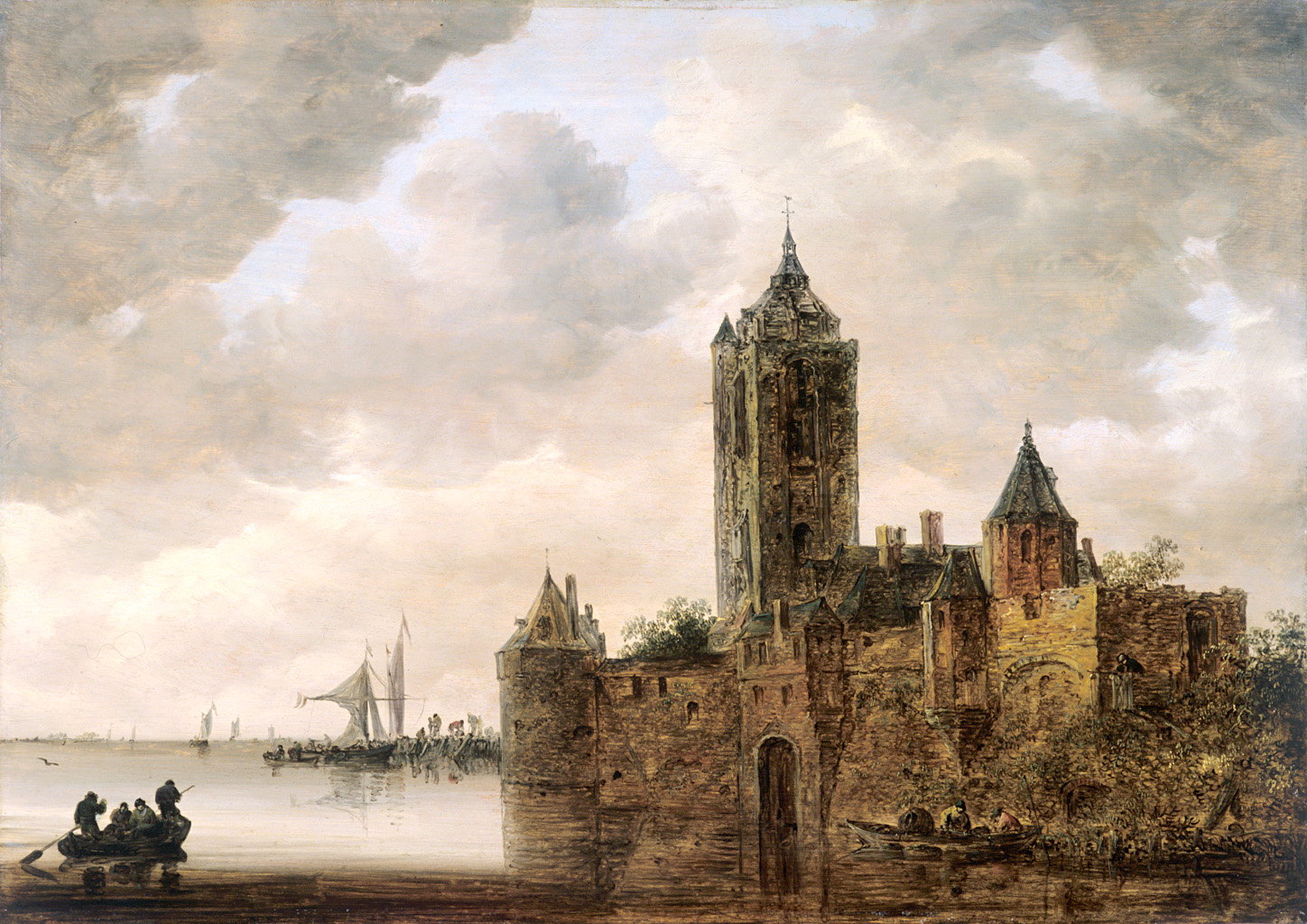
Jan Josephsz van Goyen, Un Château au bord de l’eau, musée des Beaux-Arts-mairie de Bordeaux.

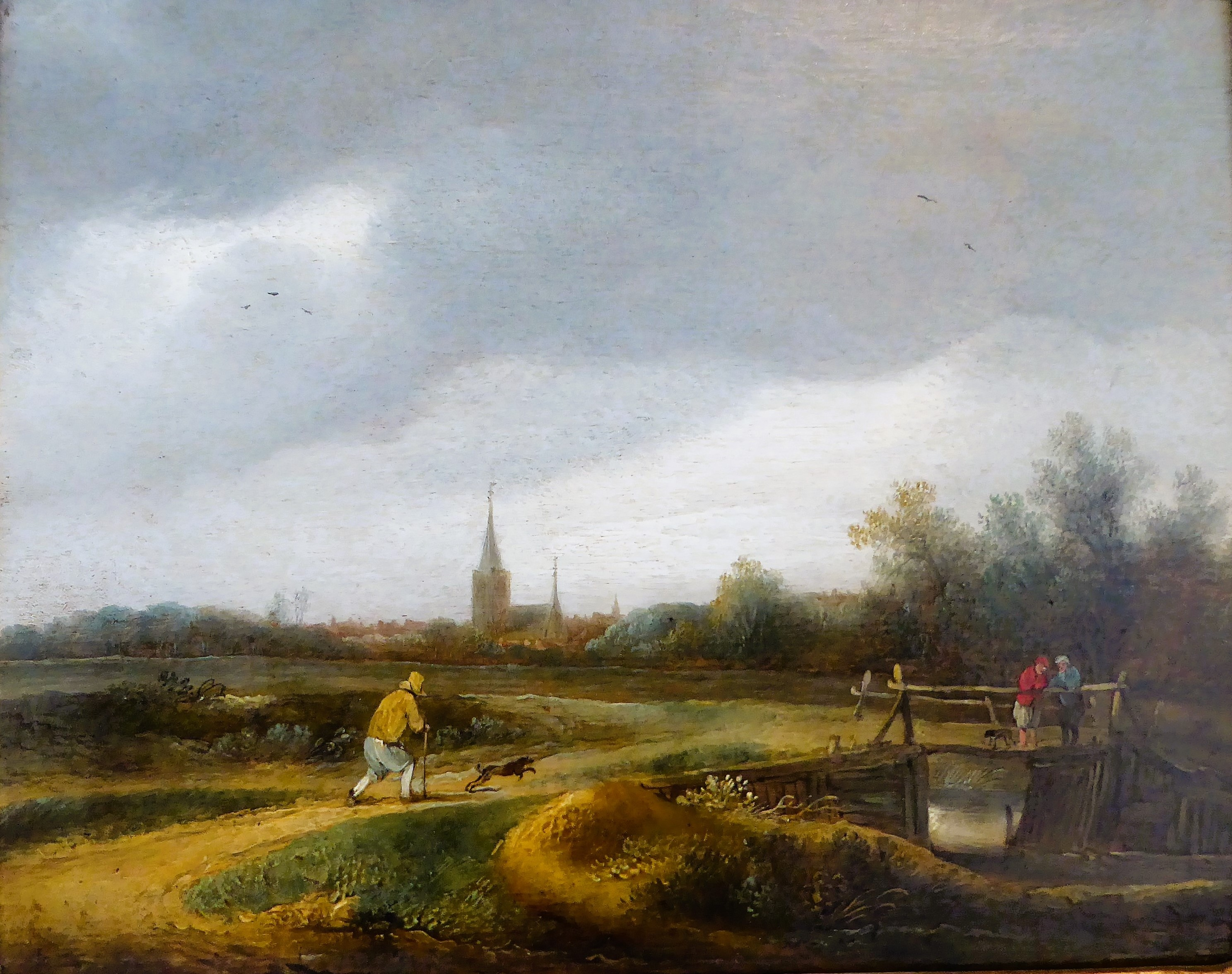
Paysage, huile sur bois, musée des Beaux-Arts de Chartres.

- L'Eté et L'Hiver (1625), huile sur panneau, diamètre 33 cm (rond), Rijksmuseum, Amsterdam[5]
- Paysage de fleuve avec un bac (1625), huile sur bois, 42 × 65 cm, collection Emil Georg Bührle, Zurich[6]
- Paysage d'hiver avec patineurs sur un lac gelé (1627), huile sur panneau de chêne, 27 × 43 cm, collection privée, vente Sotheby's 2005[7]
- Paysage de dunes (1629), huile sur toile, 29 × 51 cm, musées d'État de Berlin[8]
- Ferme au bord de la mer (1631), huile sur toile, musée des Beaux-Arts de Carcassonne [9]
- Cour de ferme avec meule de foin (1632), huile sur chêne, 41 × 66 cm, Residenzgalerie, Salzbourg[10]
- Chaumières de paysans avec un puits (1633), huile sur chêne, 55 × 80 cm, Gemäldegalerie Alte Meister, Dresde[11]
- Patineurs devant un château médiéval (1637), huile sur bois, 42 × 57 cm (ovale), musée du Louvre, Paris[12]
- Vue du port de Nimègue - (1638-1653) huile sur bois, 87,5 × 58,5 cm Fondation Bemberg Toulouse
- Paysage avec deux chênes (1641), huile sur toile, 88 × 110 cm, Rijksmuseum, Amsterdam[13]
- Paysage fluvial avec moulin et château en ruines (1644), huile sur toile, 97 × 133 cm, musée du Louvre, Paris[14]
- Vue de Dordrecht (1644), huile sur toile, 97 × 148 cm, musée Oldmasters, Bruxelles[15]
- Vue de Dordrecht depuis la rivière de Merwede (1644), huile sur toile, 103 × 133 cm, musée d'Histoire de l'art de Vienne[16]
- Paysage d'hiver aux environs de La Haye (1645), huile sur bois, 52 × 70 cm, musée de l'Ermitage, Saint-Petersbourg[17]
- Les Patineurs ou Vue de la Pellekussenpoort en hiver (1645), huile sur bois, 66 × 97 cm, palais des Beaux-Arts de Lille[18]
- Un Château au bord de l’eau, 1647, huile sur bois, 49 × 69 cm, musée des Beaux-Arts de Bordeaux
- La Meuse à Dordrecht avec la Grote Kerk(1647), 74 × 108 cm, musée du Louvre, Paris[19]
- Château Montfort (1648), huile sur bois, 65 × 98 cm, collection privée[20]
- Marchands de vin et dégustateur à cheval sur un quai à Dordrecht (1651) musée de Picardie, Amiens ;
- Vue de rivière (1652), huile sur bois, 33,7 × 54,8 cm, musée des Beaux-Arts, Rouen
- Bord de rivière avec une église et une ferme (1653), huile sur panneau, 27 × 42 cm, Mauritshuis, La Haye[21]
- Bord de mer, (1653), huile sur bois, 29,5 × 41 cm, musée des Beaux-Arts de Rouen.
- Vue de rivière avec église et ferme, (1653), huile sur bois, 27,5 × 42 cm, Mauritshuis, La Haye.
- Marine par temps orageux, (1655), huile sur bois, 32,5 × 32 cm, musée des Beaux-Arts de Rouen.
- Le Départ pour la Pêche (1655), musée de Picardie, Amiens ;
- Bateaux de pêche, (1656), huile sur bois, 33 × 42,5 cm, musée des Beaux-Arts de Rouen.
- Paysage de Hollande, (1673), musée national des Beaux-Arts d'Alger

Dates non documentées
- Musée des Beaux-Arts de Bernay :
  - Murs de Dordrecht, huile sur bois, 66 x 87 cm ;
  - Château-fort à Dordrecht, huile sur bois, 52,5 x 61 cm.
- Musée des Beaux-Arts de Chartres :
  - Paysage, huile sur bois, legs Prévoteau, 1867 (inv. 2899) ;
  - Paysage, huile sur bois (inv. 5656) ;
  - Paysage, legs Courtois (n°472, photogravure, planche VIII)[22]
- Musée des Beaux-Arts de Quimper : Vue d'un village bordant une rivière, huile sur bois, 32 × 43 cm[23],
- Toulouse, fondation Bemberg : Paysage de Hollande.
- Paysage sur le Haarlemmermeer avec bateaux, huile sur bois, 25 × 37 cm, collection privée, vente Sotheby's 1997[24]

## Galerie

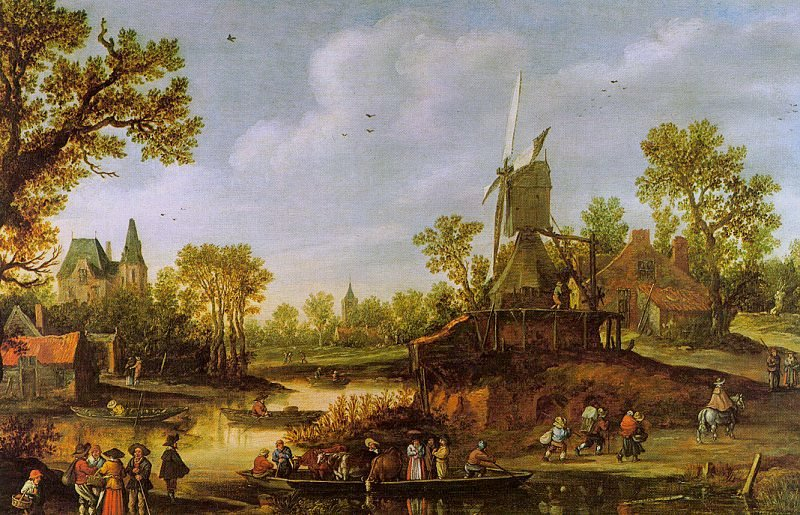
Paysage fluvial (1625) Collection E. G. Bürhle, Zurich.
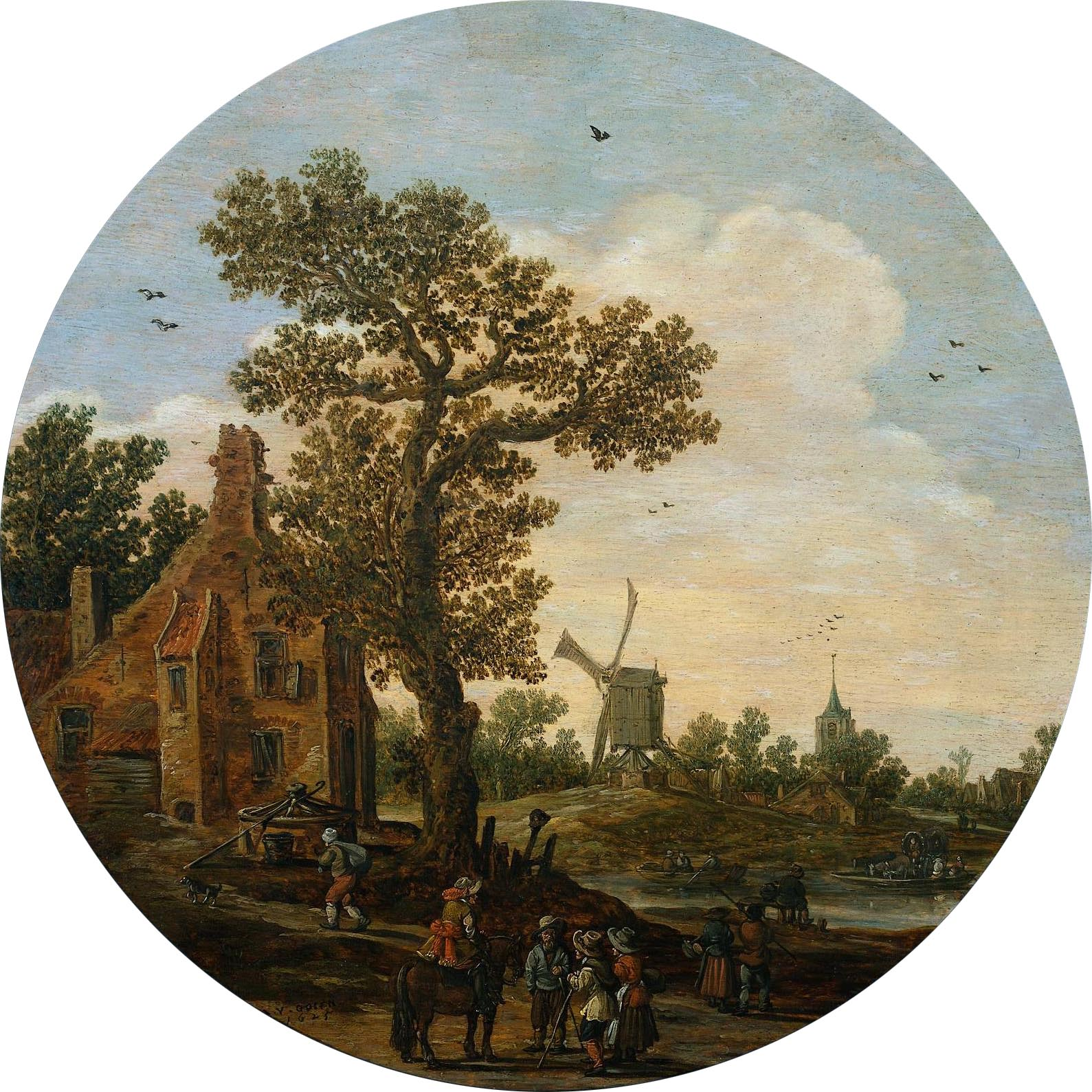
Été (1625) Rijksmuseum.
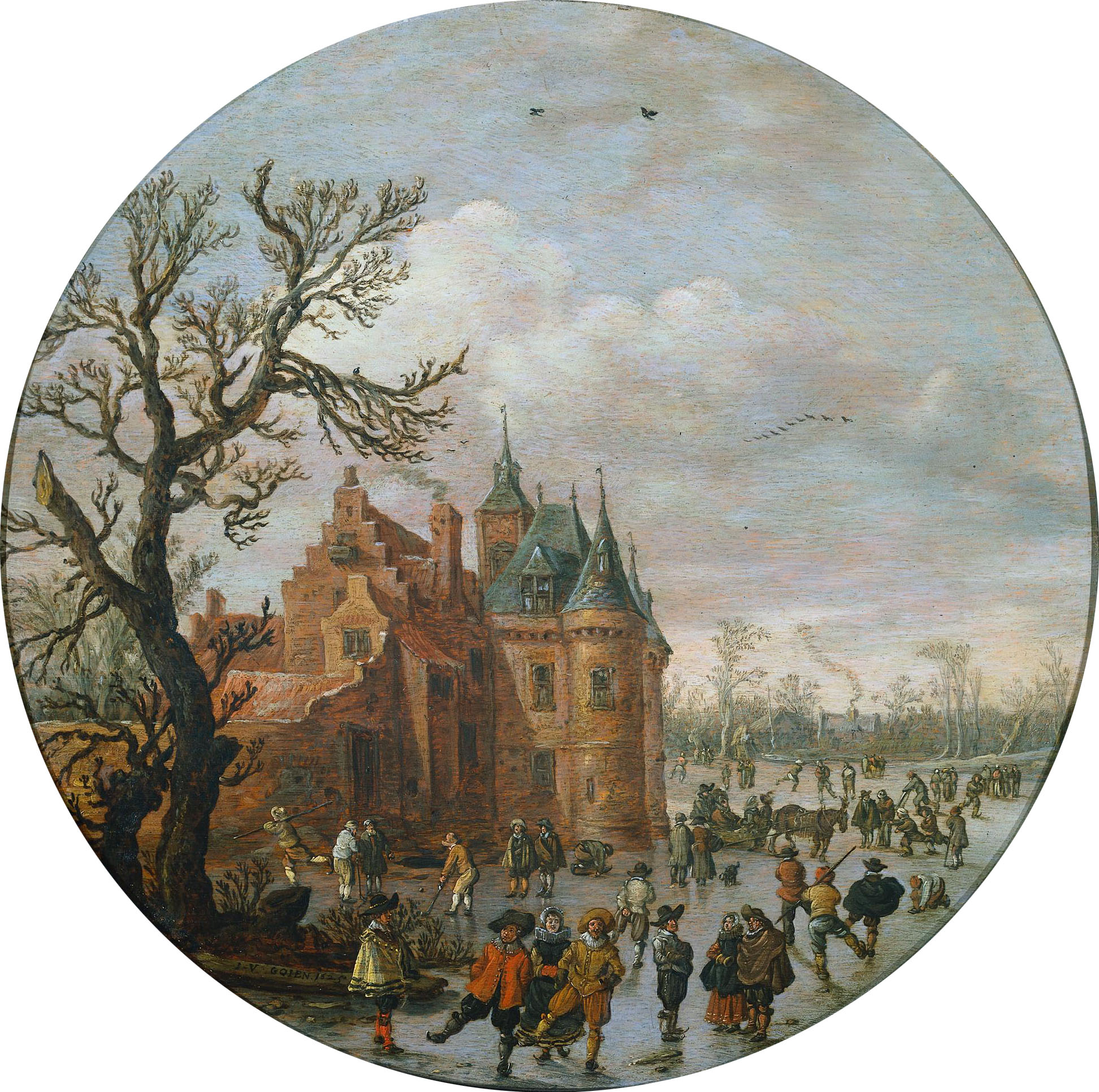
Hiver (1625) Rijksmuseum.
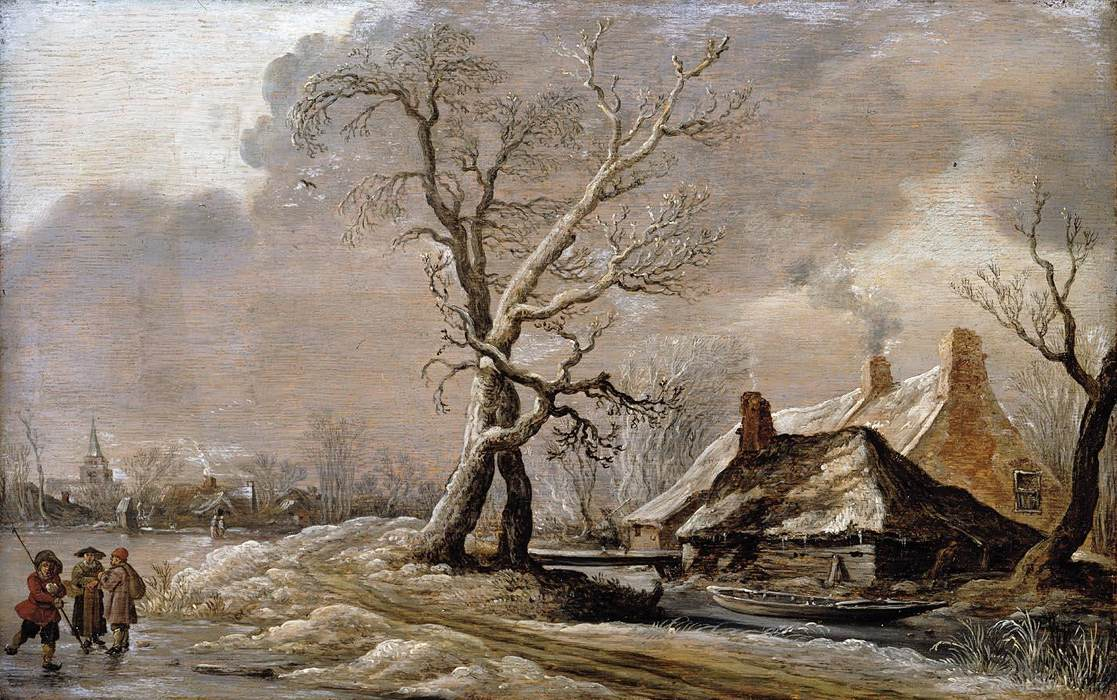
Hiver sur le fleuve (1627) Collection privée.
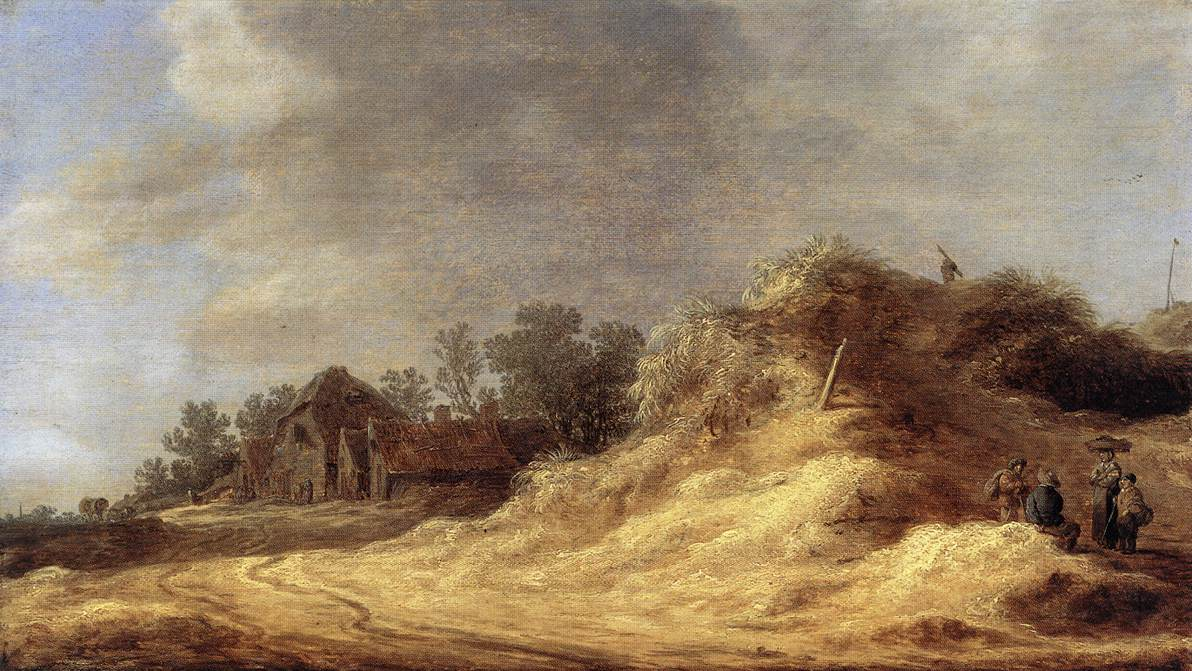
Paysage de dunes (1629) Gemäldegalerie (Berlin).
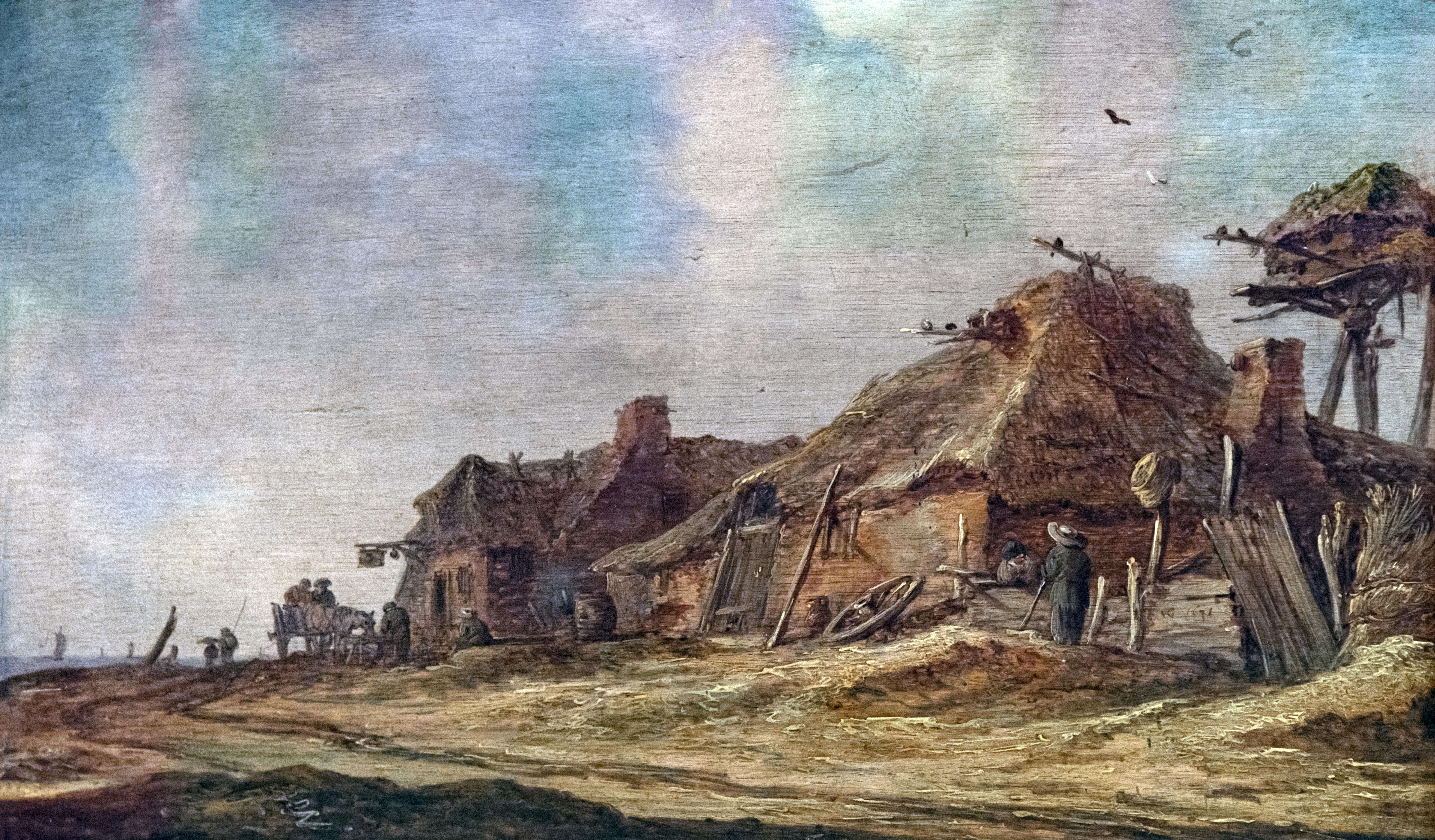
Ferme au bord de la mer (1631) Musée des Beaux-Arts de Carcassonne.
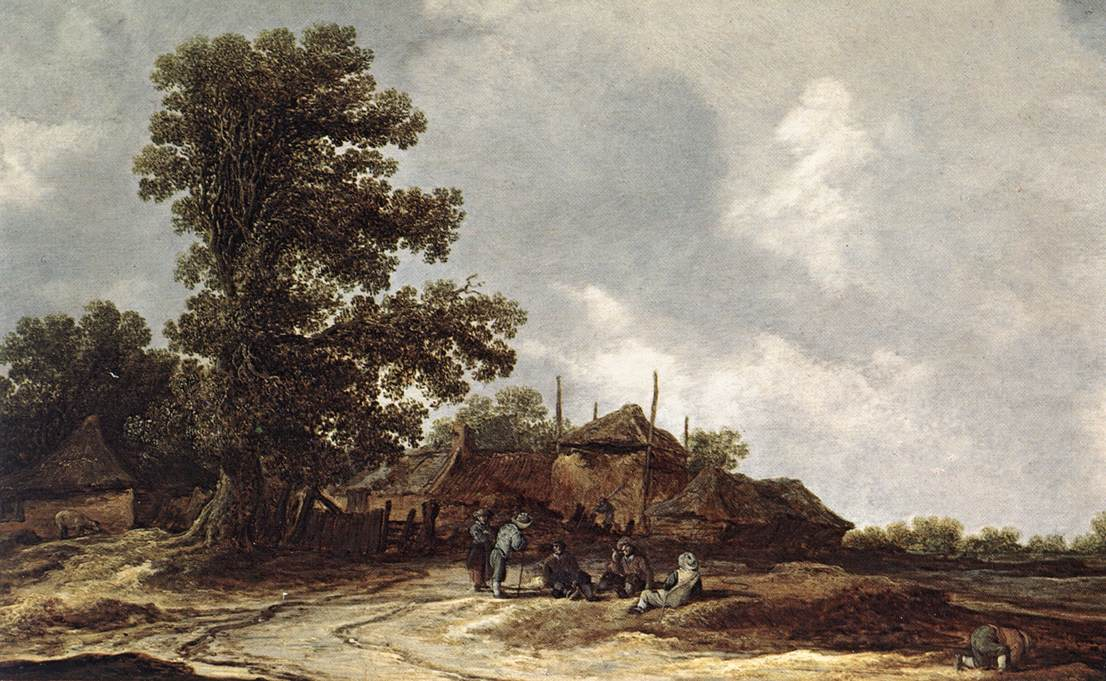
Cour de ferme avec des meules de foin (1632) Salzbourg.
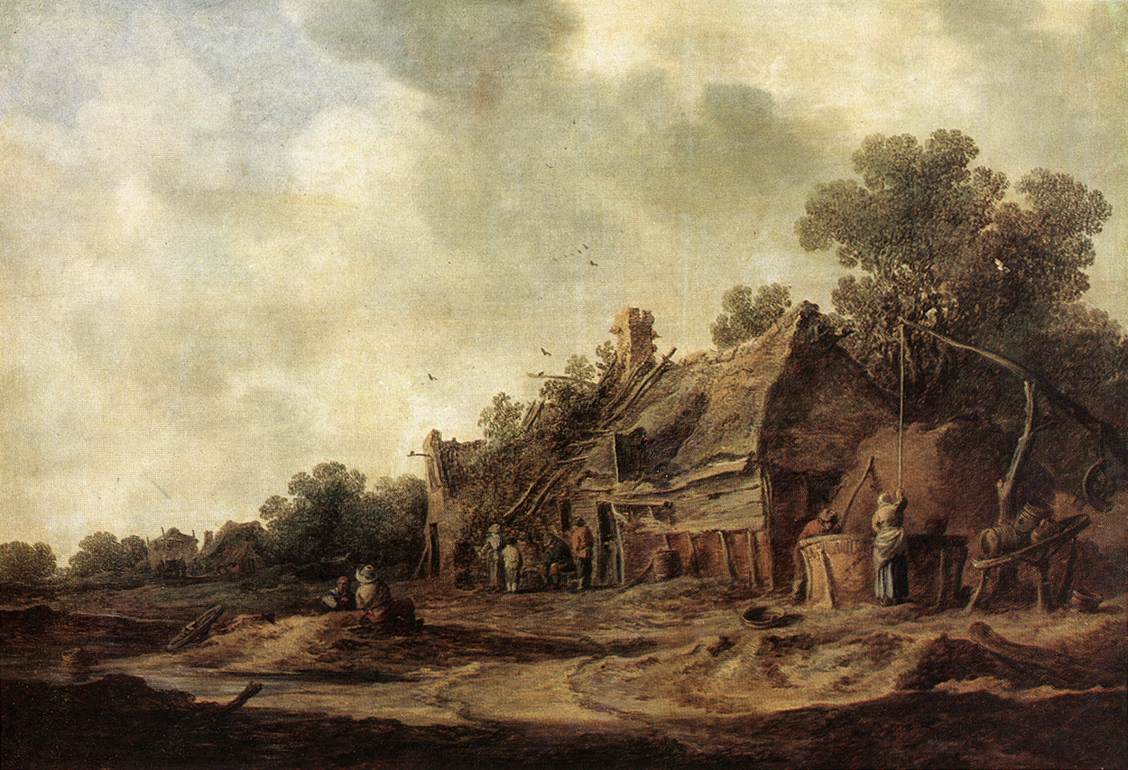
Cabanes de paysans avec un puits (1633) Dresde.
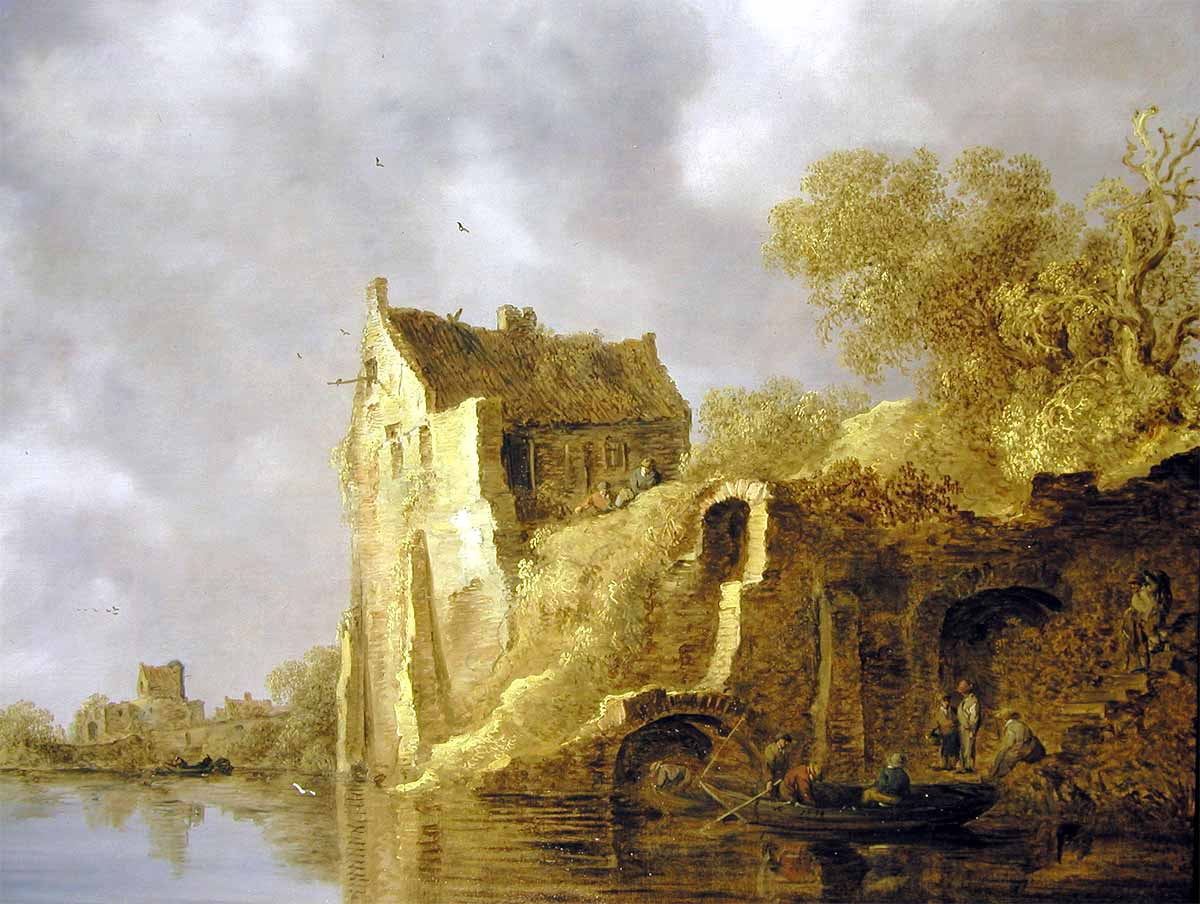
Paysage fluvial avec une ruine, 1634.
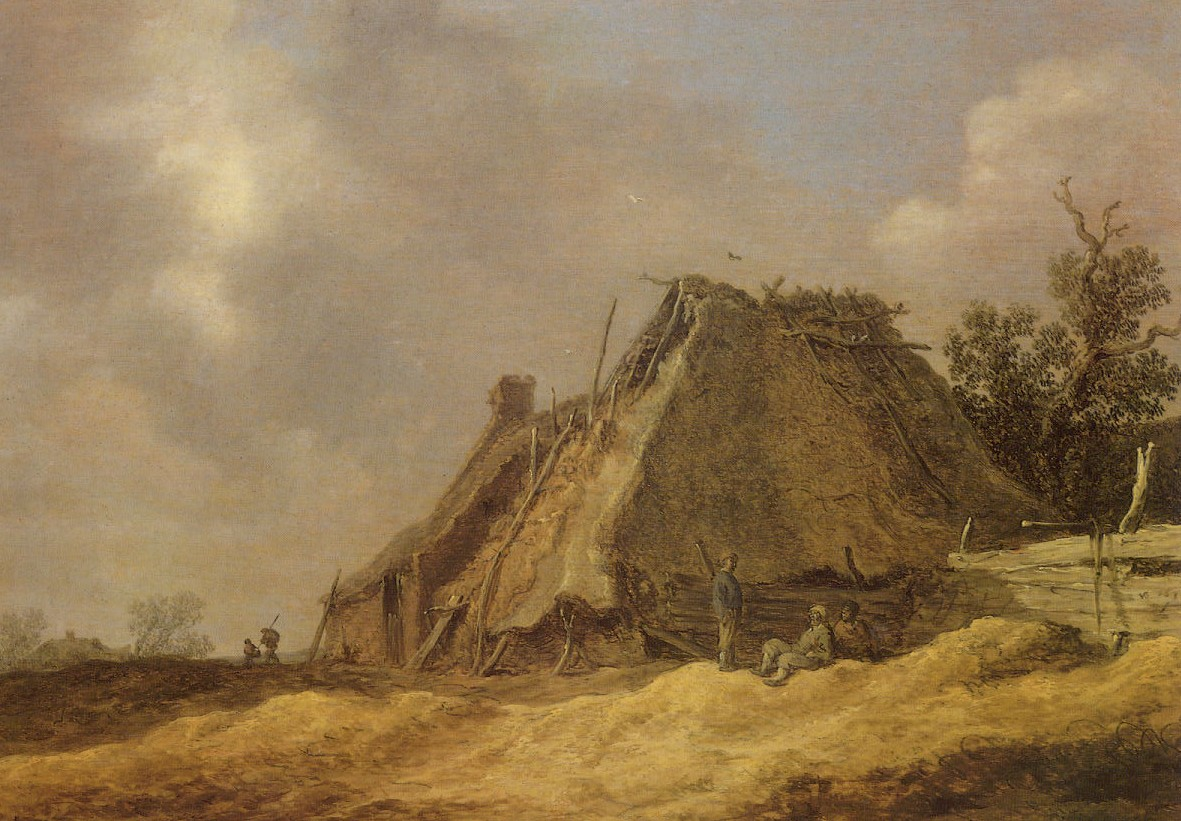
Ferme avec paysans (1636).
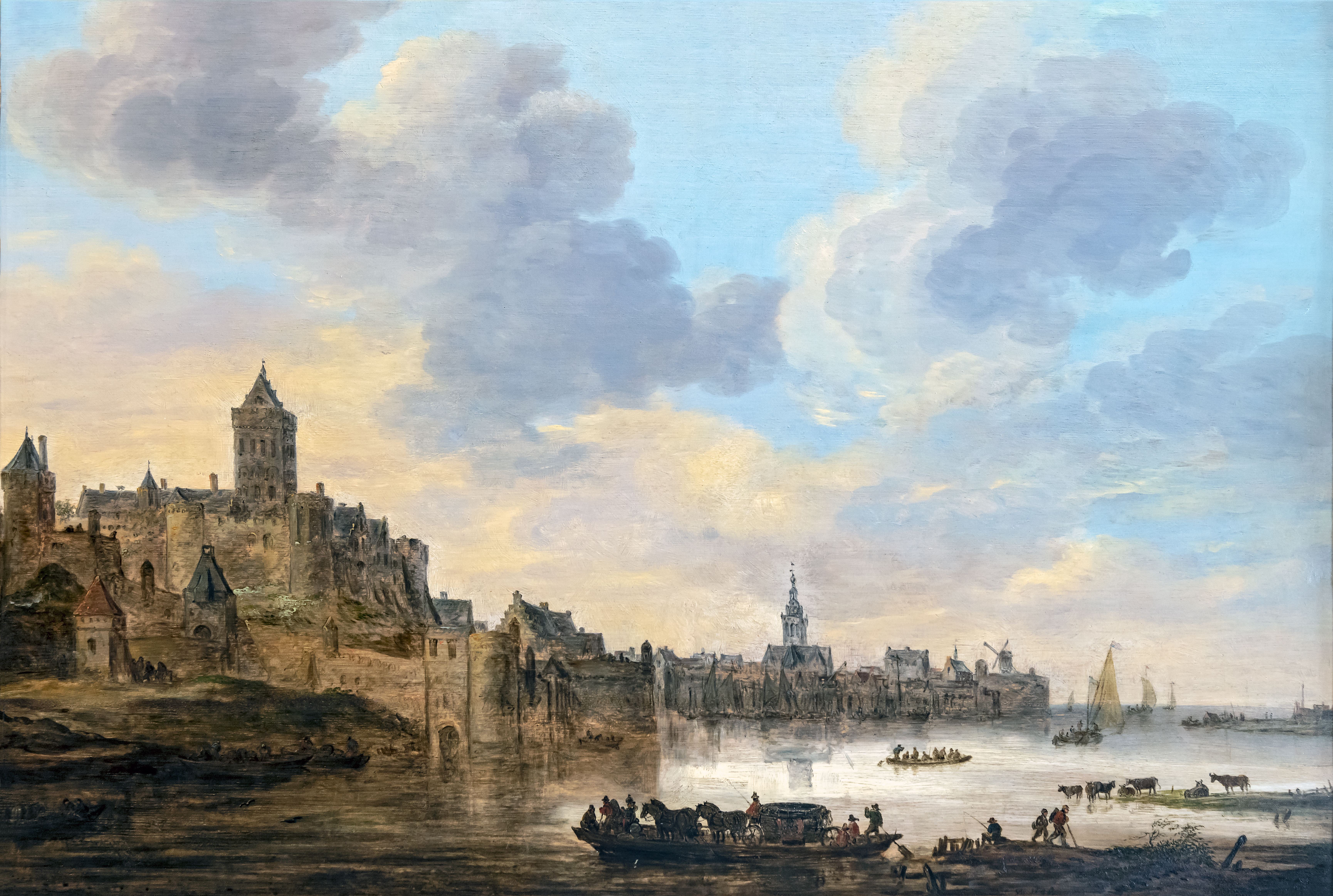
Vue du port de Nimègue , Fondation Bemberg.
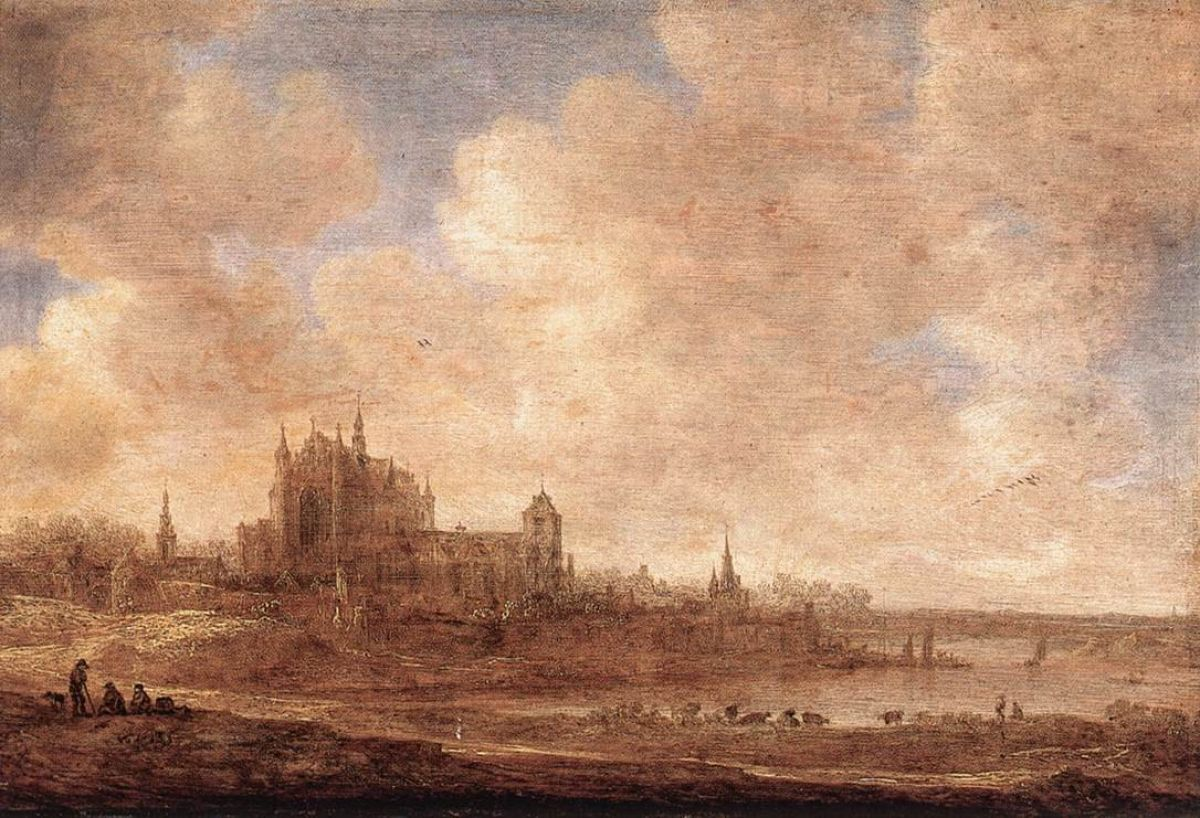
Vue de Leyde, 1643.
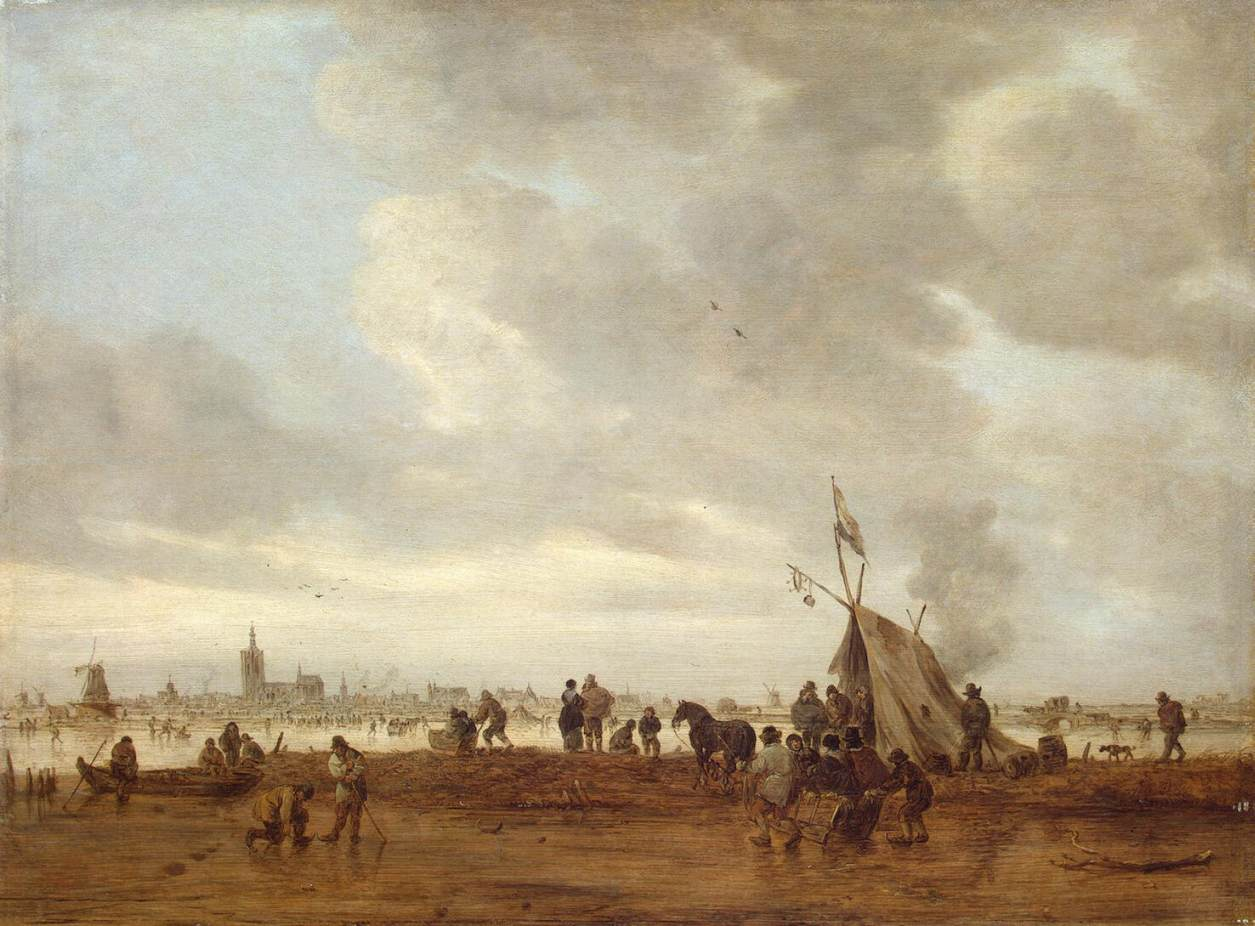
Environs de La Haye (1644) Musée de l'Ermitage.
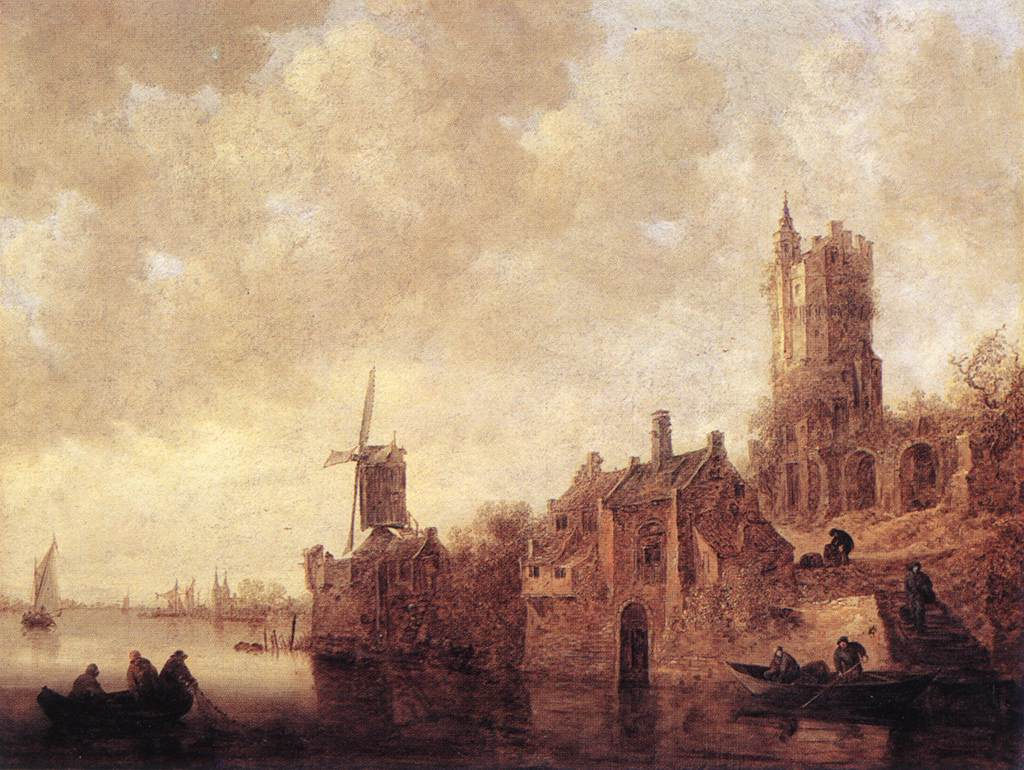
Paysage fluvial avec moulin et château en ruines (1644), musée du Louvre.
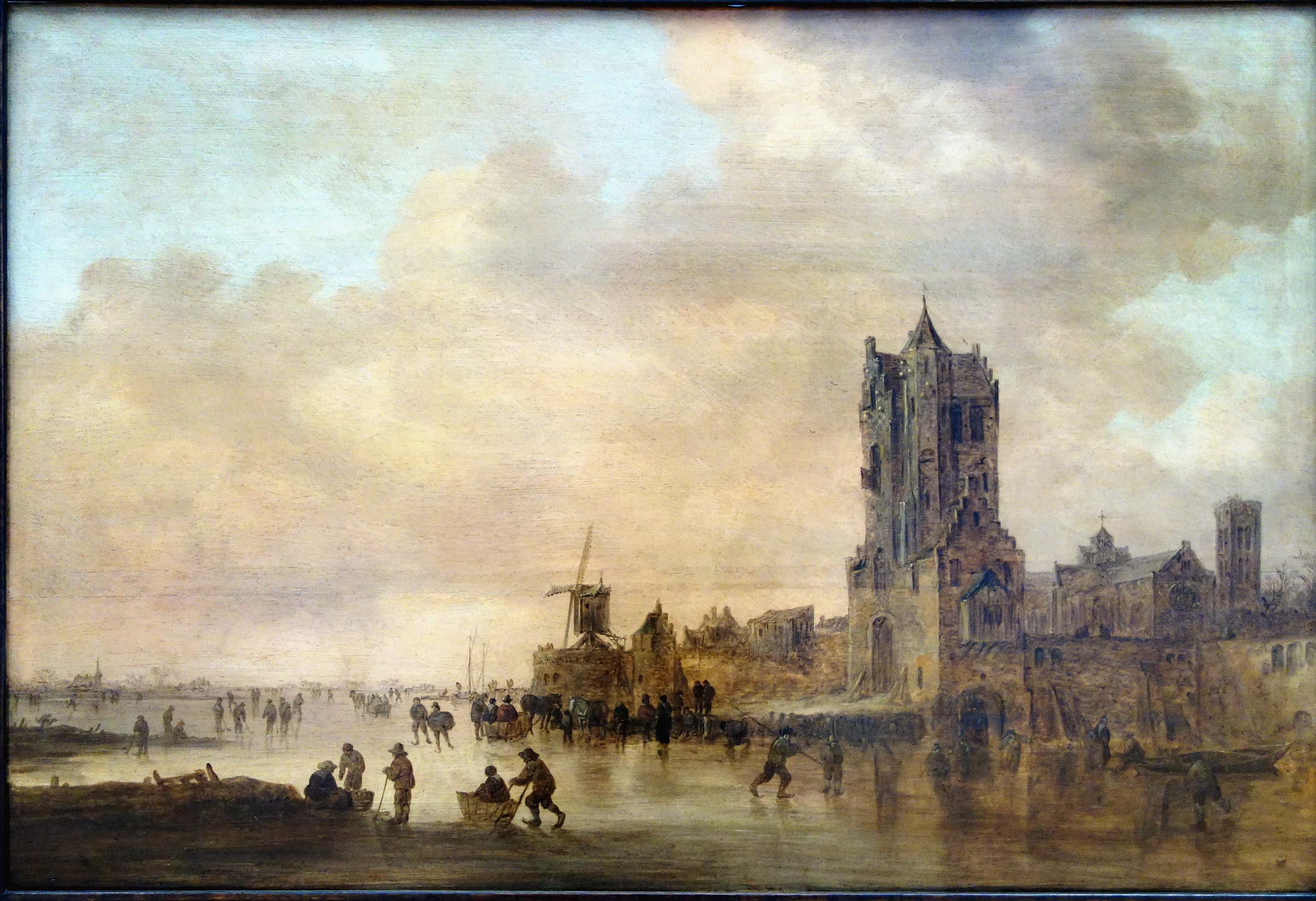
Vue de la Pellekussenpoort en hiver (1645) Palais des Beaux-Arts de Lille.
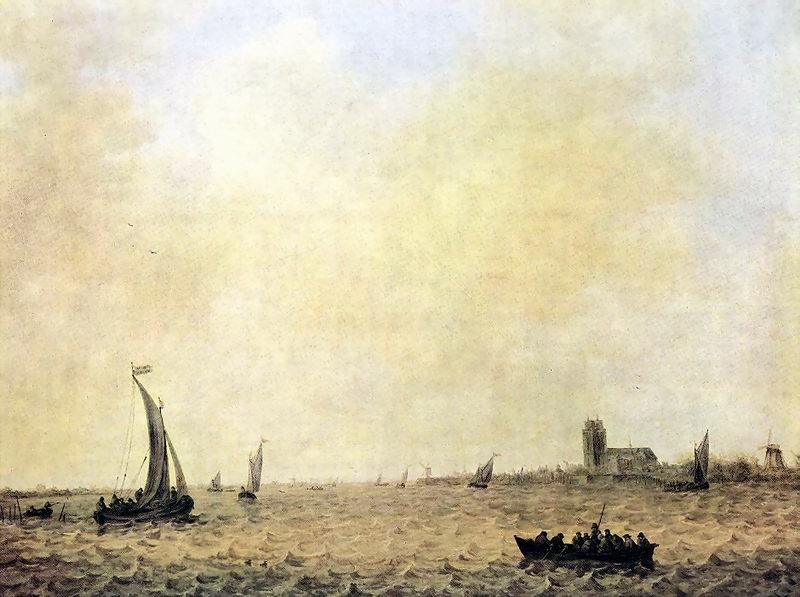
Vue de Dordrecht depuis la Merwede (1644) Musée d'Histoire de l'art de Vienne.
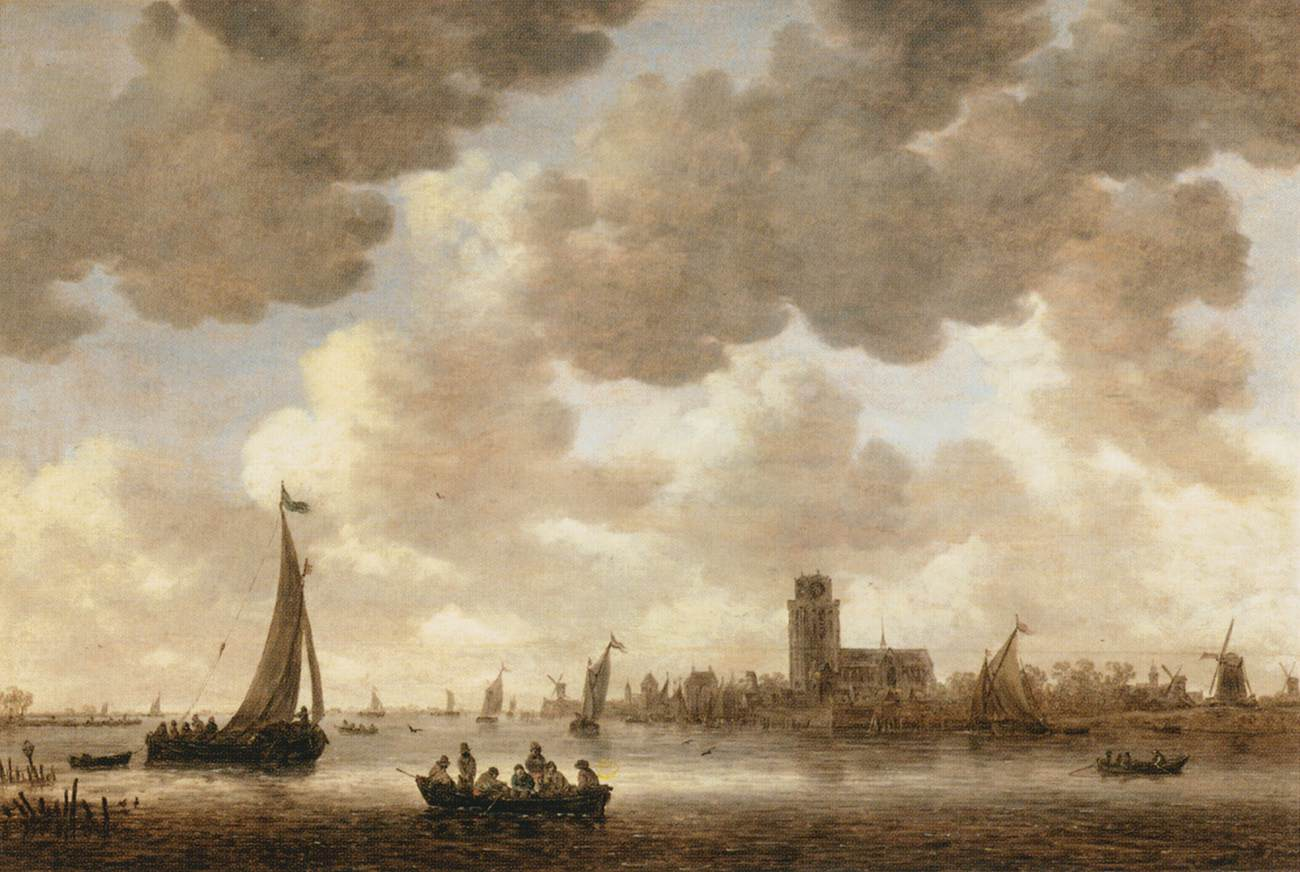
La Meuse à Dordrecht avec la Grote Kerk (1647) Musée du Louvre.
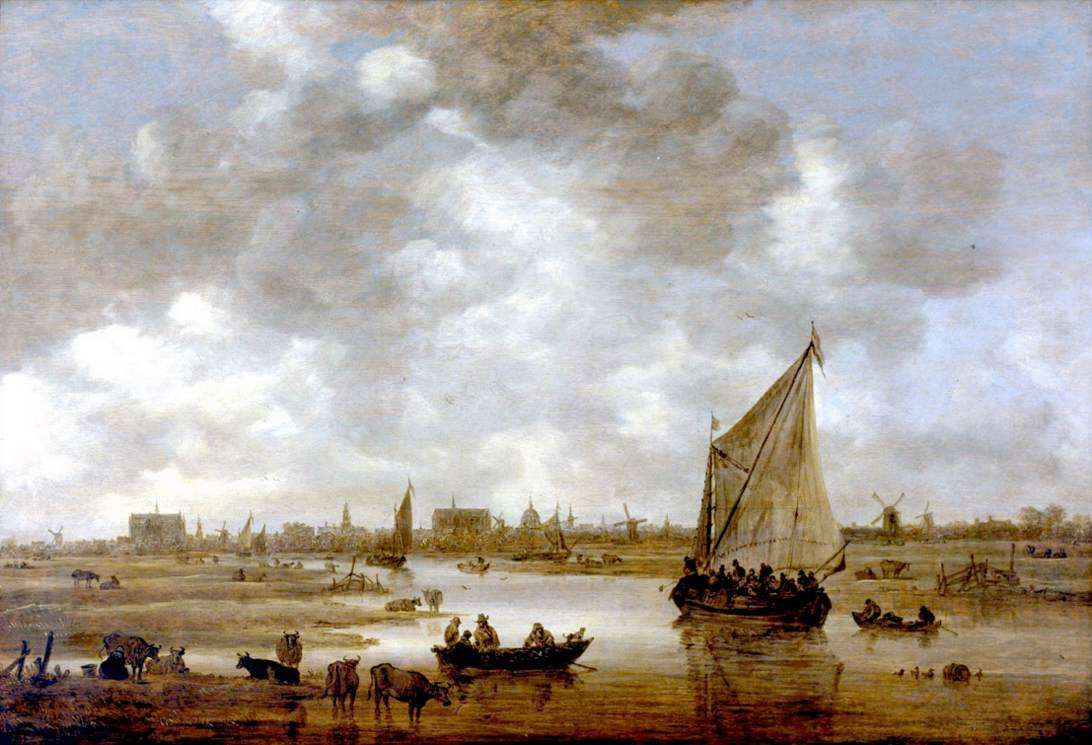
Vue de Leyde depuis le nord-est (1650, musée municipal de Leyde).
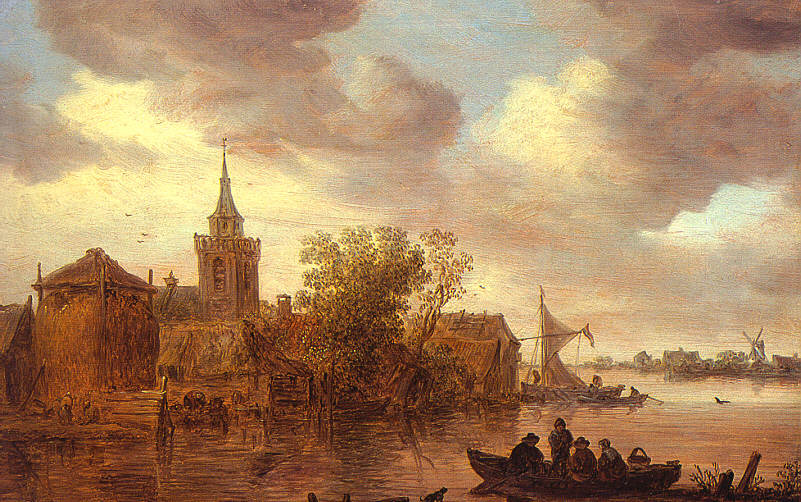
Église et ferme sur la rive d'un fleuve (1653) Mauritshuis.
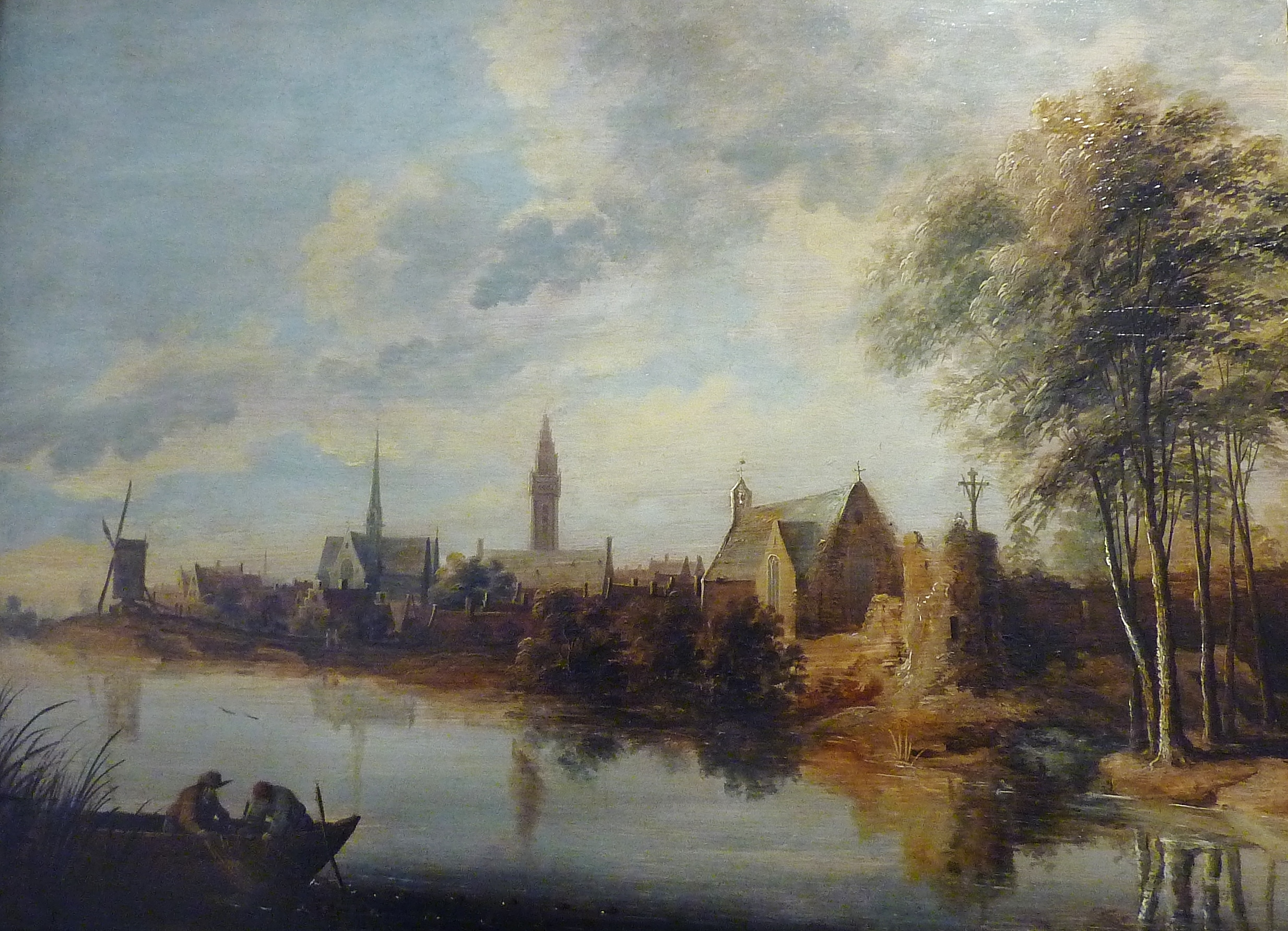
Vue d'un village bordant une rivière Musée des Beaux-Arts de Quimper.

## Expositions
Le marchand d’art parisien d'origine viennoise Charles Sedelmeyer fut, en 1875, le premier à consacrer une exposition à son œuvre. En 1903, le Stedelijk Museum d'Amsterdam abrita une exposition qui lui était dédiée, mise sur pied par la société de ventes aux enchères Frederik Muller. C’est Frits Lugt, alors jeune, qui fut l’auteur de l’introduction et du catalogue

## Varia
Trois tableaux de Jan van Goyen ont été dérobés le 10 mai 2009 dans le musée du Stadsmuseum à IJsselstein aux Pays-Bas.